# Jenny Olsson
Jenny Karin Olsson (* 14. Juli 1979 in Stockholm; † 15. April 2012 in Östersund) war eine schwedische Skilangläuferin.

## Werdegang
Olsson, der für den Åsarna IK startete, trat international erstmals bei den Junioren-Weltmeisterschaften 1997 in Canmore in Erscheinung. Dort belegte sie den 40. Platz über 15 km Freistil. Im folgenden Jahr holte sie bei den Junioren-Weltmeisterschaften in Pontresina die Goldmedaille mit der Staffel und lief in Falun ihren ersten Skilanglauf-Weltcup, den sie auf dem 65. Platz über 5 km Freistil beendete. In der Saison 2000/01 holte sie in Borlänge mit dem 18. Platz über 5 km Freistil und in Falun mit dem 14. Rang über 10 km klassisch ihre ersten Weltcuppunkte. Beim Saisonhöhepunkt, den nordischen Skiweltmeisterschaften 2001 in Lahti, lief sie auf den 31. Platz über 10 km klassisch, auf den 23. Rang in der Doppelverfolgung und auf den fünften Platz mit der Staffel. Im November 2001 errang sie in Kuopio mit dem dritten Platz mit der Staffel ihre einzige Podestplatzierung im Weltcup. Im folgenden Jahr kam sie bei den Olympischen Winterspielen in Salt Lake City auf den 39. Platz im 15-km-Massenstartrennen, auf den 35. Rang in der Doppelverfolgung und auf den 22. Platz über 10 km klassisch. Zudem errang sie dort zusammen mit Lina Andersson, Elin Ek und Anna Dahlberg den 12. Platz in der Staffel. In der Saison 2002/03 kam sie zehnmal in die Punkteränge und belegte damit den 24. Platz im Gesamtweltcup. Dies war ihr bestes Gesamtergebnis und erreichte zudem in Kuusamo mit dem fünften Platz über 10 km klassisch ihre beste Einzelplatzierung im Weltcup. Ihre besten Platzierungen bei den nordischen Skiweltmeisterschaften 2003 im Val di Fiemme waren der sechste Platz mit der Staffel und der fünfte Rang im 15-km-Massenstartrennen. Im Februar 2005 belegte sie bei den nordischen Skiweltmeisterschaften in Oberstdorf den 37. Platz über 10 km Freistil und den 32. Rang im Skiathlon. Bei schwedischen Meisterschaften siegte sie fünfmal mit der Staffel von Åsarna IK (2000–2003, 2006) und jeweils zweimal über 5 km (2001, 2003) und 15 km (2001, 2003). Ihr letztes Rennen absolvierte sie im April 2006 in Bruksvallarna. Ein Jahr zuvor wurde bei ihr Brustkrebs festgestellt, woran sie am 15. April 2012 starb.

## Erfolge

### Teilnahmen an Weltmeisterschaften und Olympischen Winterspielen

#### Olympische Spiele
- 2002 Salt Lake City: 12. Platz Staffel, 22. Platz 10 km klassisch, 35. Platz 10 km Doppelverfolgung, 39. Platz 15 km Freistil Massenstart

#### Nordische Skiweltmeisterschaften
- 2001 Lahti: 5. Platz Staffel, 23. Platz 10 km Doppelverfolgung, 31. Platz 10 km klassisch
- 2003 Val di Fiemme: 5. Platz 15 km klassisch Massenstart, 6. Platz Staffel, 14. Platz 10 km Skiathlon, 32. Platz 10 km klassisch
- 2005 Oberstdorf: 32. Platz 15 km Skiathlon, 37. Platz 10 km Freistil

### Weltcup-Gesamtplatzierungen
| Saison  | Gesamt | Gesamt | Distanz | Distanz |
| Saison  | Punkte | Platz  | Punkte  | Platz   |
| ------- | ------ | ------ | ------- | ------- |
| 2000/01 | 62     | 39.    | –       | –       |
| 2001/02 | 16     | 73.    | –       | –       |
| 2002/03 | 187    | 24.    | –       | –       |
| 2003/04 | 32     | 65.    | 32      | 46.     |